# Elektronisk cigarett

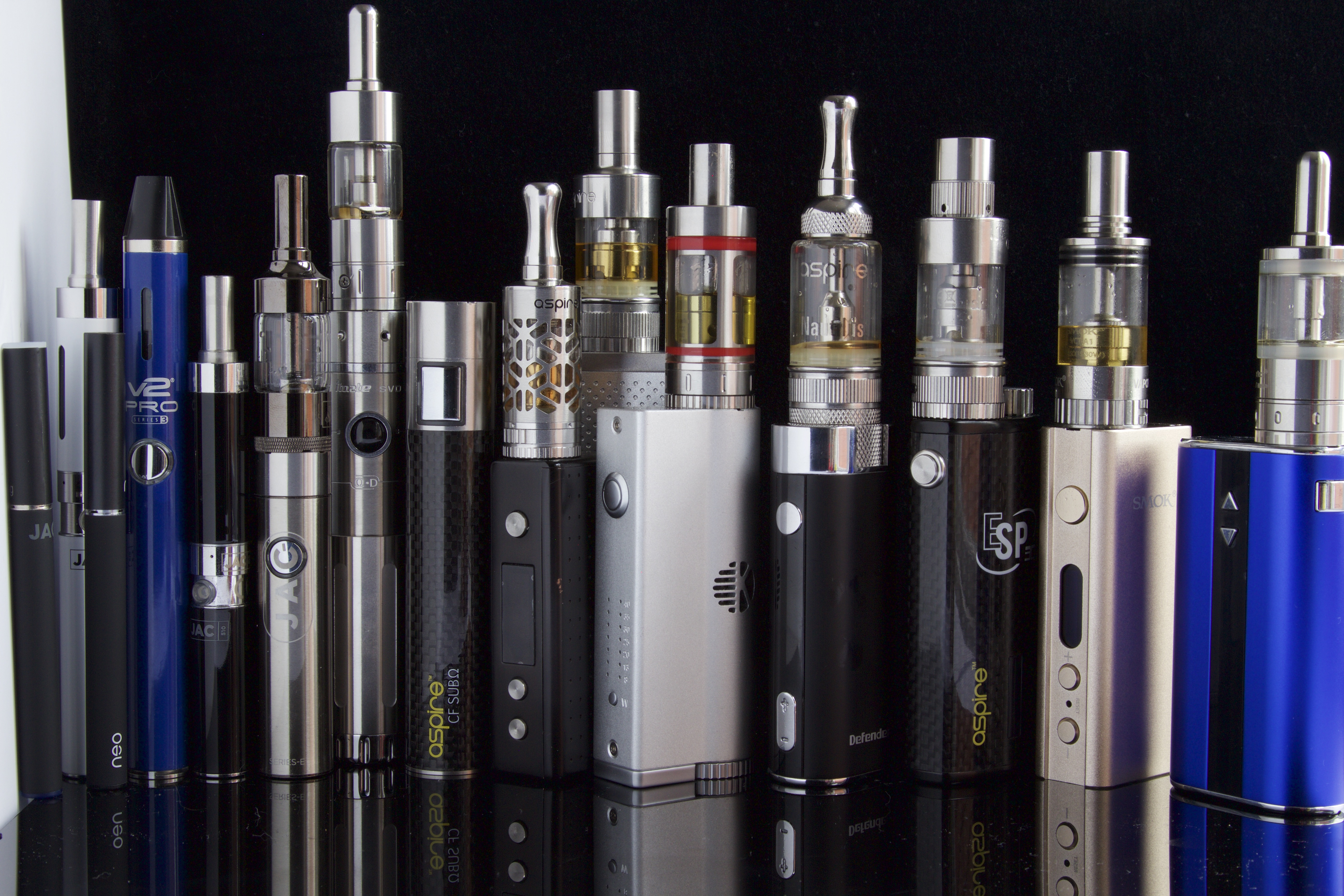
Olika typer av e-cigaretter.

En elektronisk cigarett (även kallad e-cigarett, elektrisk cigarett, elcigarett eller vape (förkortning för vaporizer) som på svenska även kan skrivas vejp) är en batteridriven apparat som ofta kan likna en cigarett. Detta gäller främst de modeller där e-vätskan doseras på förhand hos tillverkaren. De e-cigaretter där användaren själv doserar sin e-vätska har svårare att likna en vanlig tobakscigarett. En elektrisk förångare i den omvandlar en blandning av vatten, propylenglykol (PG) och glycerol (VG), samt smakämnen och nikotin, till en rökliknande vattenånga. Ångan, som blir rökliknande på grund av propylenglykolen eller glycerolen, är nästan helt luktfri och försvinner inom några sekunder.

## Användning
Vätskan kan lagras och nå förångaren i elcigaretten på olika sätt. Den äldsta lösningen är en vaddfylld patron där den vätskeindränkta vadden kommer i beröring med förångarens glödtråd. Det är fortfarande den vanligaste lösningen i e-cigaretter för engångsbruk, medan elcigaretter med laddningsbara batterier och utbytbara förångare numera oftast har en påfyllningsbar tank med vätska, där en eller flera vekar suger in vätskan till förångaren. E-cigarettvätskor med VG/PG 50/50 för MTL(mun till lunga) kan säljas färdigblandad med olika smaksättningar och nikotin. När det kommer till s.k. "shortfillers"- eller "longfillers"-juicer både till MTL eller DTL(direkt till lunga) säljs i många olika smaker innehåller de som regel 0mg nikotin. Så kallade nikotin-shots eller -salt säljs separat om 10ml små flaskor med varierande nikotinhalt och VG/PG-proportioner. Användaren får därefter själv blanda i sin nikotinvätska i sin E-juice. 
Nyttjandet av en e-cigarett kallas att vejpa. Det är en nybildning efter engelskans motsvarande vape. Det engelska ordet är bildat efter vapour, 'ånga, dimma', med syftning till att inget glöder eller brinner till skillnad från vid tobaksrökning. Ordet vejpa (för att 'röka e-cigarett') var med på Språktidningens nyordslista i januari 2016.

### Risker och effekter
E-cigaretter innehåller inte tobak, och ingen risk för att få ner tobakstjära i lungorna finns. Däremot innehåller de flesta e-cigaretter det beroendeframkallande ämnet nikotin.
Dessutom har på senare år kommit rapporter om riskerna med de ångburna smaktillsatserna, som är godkända i livsmedel men vid inandning kan innebära oanade risker. Vissa studier har noterat risk för "popcorn-lunga", oxidativ stress, DNA-förändringar och celldöd. Forskning har antytt att vejpande kan ge stela blodkärl, och i USA har fram till 2019, 22 personer dött i sjukdomar relaterade till e-cigarettbruk.
En systematisk forskningsöversikt från statliga SBU visar att bland personer som använder snus eller e-cigaretter är det fler som med tiden börjar använda röktobak, än bland personer som inte använder snus eller e-cigaretter. Resultaten är mer tillförlitliga för e-cigaretter än för snus. Bland personer som redan röker tobak och som då även börjat använda snus eller e-cigaretter går det inte att avgöra om det finns samband med senare förändrade rökvanor eller inte.
År 2023 uppmärksammades det i Danmark, där E-cigaretter inte får säljas,  att barn så unga som 10 år rökte E-cigaretter, så kallade Puffbars. 

## Juridisk status
Genom en ändring av det så kallade Tobakproduktdirektivet fastställde EU 2014 att samtliga medlemsstater skulle införa nationell reglering av elektroniska cigaretter, i marknadsharmoniserande syfte. Övriga medlemsländer genomförde direktivets krav 20 maj 2016. I Sverige pågick samtidigt en rättstvist mellan ett svenskt e-cigarettbolag och Läkemedelsverket angående huruvida e-cigaretter skulle betraktas som läkemedel. Till följd av tvisten försenades lagstiftningsprocessen och förarbetena till den nuvarande Lag (2017:425) om elektroniska cigaretter kom ut först 2 mars 2017. Lagförslaget klubbades igenom 16 maj 2017 och lagen trädde i kraft 1 juli samma år.
I Sverige får e-cigaretter enbart säljas till personer över 18 år och reglerna gällande marknadsföring är lika som för tobaksprodukter. Från 2 januari 2018 får e-cigaretter och e-vätska inte säljas om de inte uppfyller vissa produktkrav, bland annat får inte flaskor med påfyllningsvätska med nikotin rymma mer än 10 ml och med en styrka på max 20mg nikotin.